# 西班牙波旁王朝

西班牙波旁王朝的徽章

西班牙波旁王朝（西班牙語：la Casa de Borbón en España），又称波旁-安茹王朝，是西班牙現今的王室，源於法國的波旁家族，自1700年至今斷續地統治西班牙。其家族分支還統治過拿坡里、西西里等位於今日意大利境內的領地。自1964年至今統治盧森堡的波旁-帕尔马王朝亦為其分支。

## 起源
西班牙哈布斯堡王室為了保持王室血統的純正，一向實行男性成員近親通婚。但這個習俗導致了王室成員的普遍體弱和整個王室的人丁凋零，直接導致數次王位繼承危機。當中最大危機終於在腓力四世时期漸漸浮現：他育有13名婚生子女中，只有2子2女活至成年，他駕崩以後，僅有一子，也即是卡洛斯二世繼承他的王位。這位西班牙哈布斯堡王室最後的男丁，自幼體弱，身患重疾，成婚後就被診斷為阳痿而无法产生后代。縱使卡洛斯二世生前多次作過死後王位承傳的安排，然而沒有一次能令歐洲列強滿意，他定下的继承人也在他生前夭折。最終於1700年，他的離世為西班牙帶來一場空前的王位繼承危機。
礙於卡洛斯一世的遺詔和貴族的壓力，卡洛斯二世的遺詔並沒有把王位传给他的奧地利堂亲，而是传給了他的甥孙，來自波旁王室的法王路易十四之次孙安茹公爵菲利普。在路易十四的支持下，菲利普暫時成功繼位，是為西班牙国王腓力五世。但他登上王位便面對來自歐洲各國的挑戰───西班牙王位繼承戰爭。

## 西班牙王位繼承戰爭

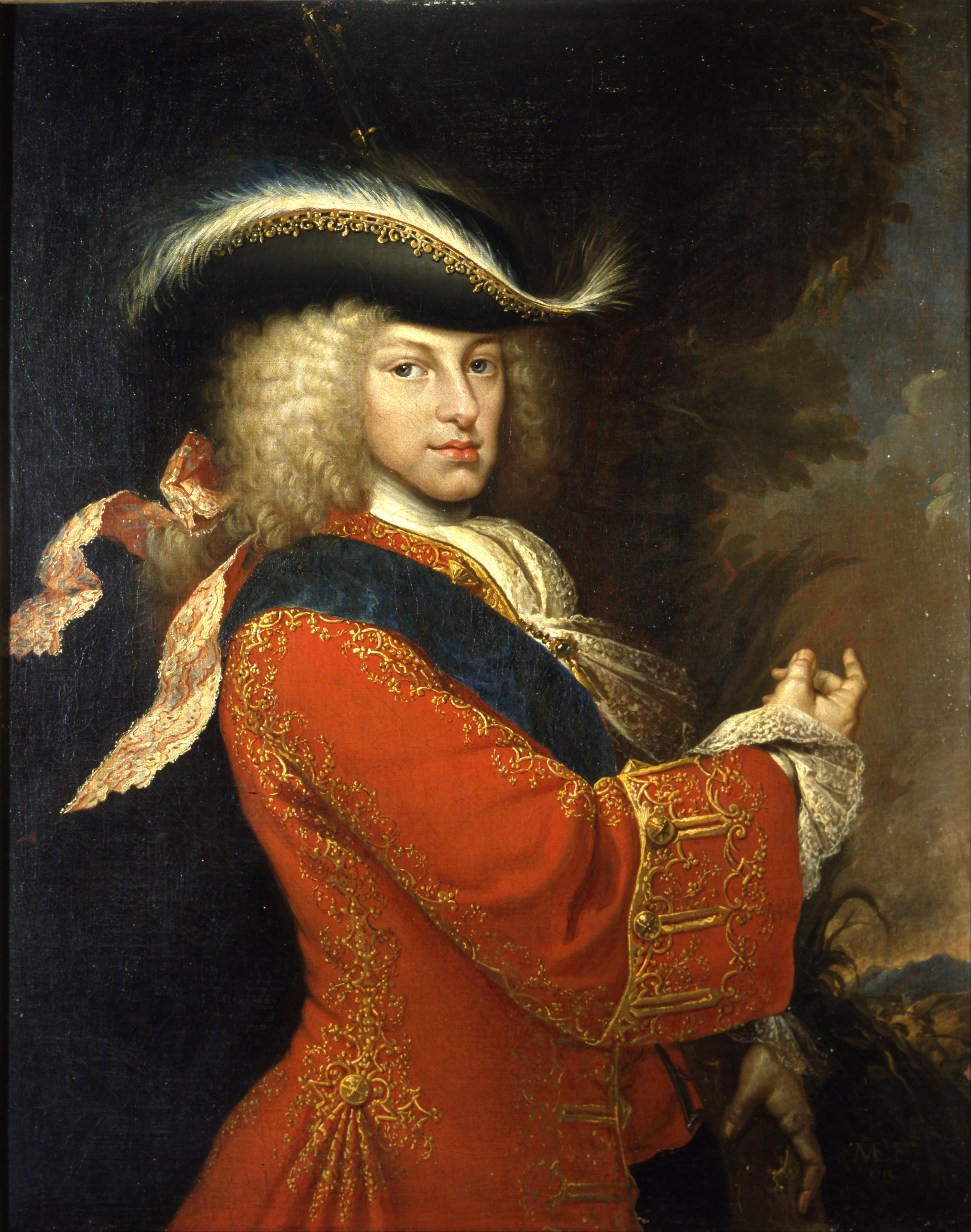
腓力五世

腓力五世的繼位，尤其在奧地利王室的眼中，是撕毀《1700倫敦條約》，而且也昭示了西班牙這一大國的外交政策將倒向法國，而非過往的奧地利。因此卡洛斯二世的堂親神聖羅馬皇帝利奥波德一世为支持其子查理大公竞争西班牙王位，便以路易十四毀約為由，於1702年对法国发动西班牙王位继承战争。
法國的宿敵英國和荷蘭，初期曾一度承認腓力五世的繼位，但腓力五世宣佈切斷西班牙和英荷兩國的貿易關係，將兩國推向奧地利的一邊，再加上1701年路易十四支持被廢英王詹姆斯二世的兒子，信奉天主教的詹姆斯王子奪回他姐夫——英王兼荷蘭執政威廉三世的王位，並且否定其姐安妮女王的王位繼承權，這使得英國的反法立場更為堅定。
英國，荷蘭聯同大部分德意志諸侯如漢諾威和普魯士都站在奧地利哈布斯堡王室的一邊。巴伐利亞和科隆選帝侯以及葡萄牙和薩伏依公國就站在波旁王室的一邊。而西班牙本土，也出現了反波旁的武裝，而亞拉岡、瓦倫西亞和加泰隆尼亞地區更宣佈效忠哈布斯堡王朝。奧地利軍隊因而很快在上述的西班牙領土登陸，支援當地的反波旁武裝，站穩了腳跟，英軍更趁機佔領了直布羅陀。西班牙本土、尼德蘭和北美成為此戰的主要戰場，令情況對西班牙波旁王室更為不利。
戰事拉鋸到1711年，神聖羅馬帝國皇帝約瑟夫一世去世，查理大公即位，是為查理六世，已經繼承了奧地利，這使查理對西班牙王位要求的合理性降低。而此刻歐洲各國的緊張關係因為各種因素緩和下來。在英国，反戰的托利黨獲得政權，而波旁王朝也願意為英荷兩國商人提供貿易優惠和保障。因此三國於1713年簽定烏得勒支和約，规定腓力五世当上西班牙国王后就要放弃自己和子孙对法国王位的继承权，同时腓力五世的兄弟们及其子孙也不能继承西班牙王位。而1714年，哈布斯堡王軍在西班牙最後一個據點巴塞罗那的陷落，促成了奧法拉施塔特和約和巴登和約。而奧西之間的領土紛爭直至1720年，四國同盟之役後的議和才得以最終解決。
雖然失去除了西班牙本土以外的所有歐洲領地（奧地利獲得南尼德蘭和義大利的米蘭、拿坡里），無論如何，波旁王室成功得到了西班牙王位，有驚無險地開始了他們對西班牙斷斷續續300多年的統治。

## 西班牙的啟蒙時代

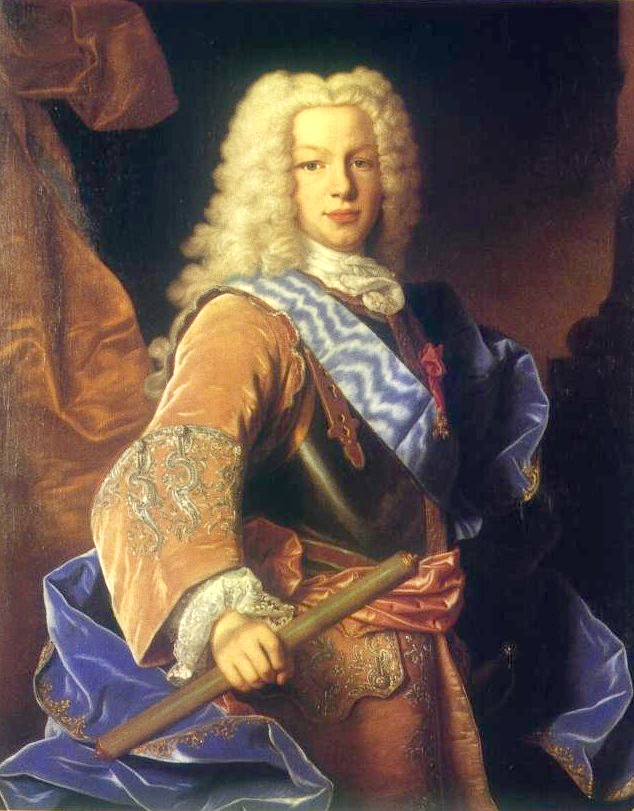
费尔南多六世

在波旁王室入主西班牙的時候，西班牙也開始進入啟蒙時代。而啟蒙時代貫穿整個18世紀，是一個充滿戰爭，改革的時代，但戰爭導致改革的失敗，也導致西班牙國力日衰。
西班牙王位繼承戰爭，導致西班牙失去了不少歐洲的領土，如意大利的一些公國，腓力五世夫妇一直對此耿耿於懷。一方面腓力五世加強中央集權，並試圖統一帝國範圍內的法律。另一方面，在妻子的慫恿下，發動戰爭企圖奪回一些領土。1720年的四國同盟之役和1727年至1729年的英西戰爭皆以西班牙孤軍而敗告終。此後，腓力五世轉向親近法國王室的親戚，與他們和解，並在波蘭和奧地利兩國的王位繼承戰爭中站在法國的一邊，反而使他獲得一些補償，取回不少義大利的領地。
而在奧地利王位繼承戰結束前夕的1746年，腓力五世去世，新王费尔南多六世即位，在新王后的影響下，斐迪南六世統治的西班牙與其王后的娘家葡萄牙一樣，嚴守中立，在英國和法國之間操弄平衡戰術，令兩國都暫未捲入當時歐洲最大的戰爭，七年戰爭。
不過七年戰爭期間的1759年，斐迪南六世駕崩，其弟卡洛斯三世繼位，而卡洛斯三世終於忍不住於1762年出手幫助他的法國的同姓親戚，可是海外領地防備鬆懈，哈瓦那和馬尼拉迅速被英國攻佔，最終被迫在次年求和，割佛羅里達予英國。其後卡洛斯三世的關注回到國內，他將當年在拿坡里和西西里的「開明獨裁制度」引入西班牙。另一方面，卡洛斯和他兄長一樣，開始限制耶穌會等天主教會勢力的擴張，並嘗試改革臃腫的官僚制度和過度依賴殖民地貿易的經濟。

### 美法革命

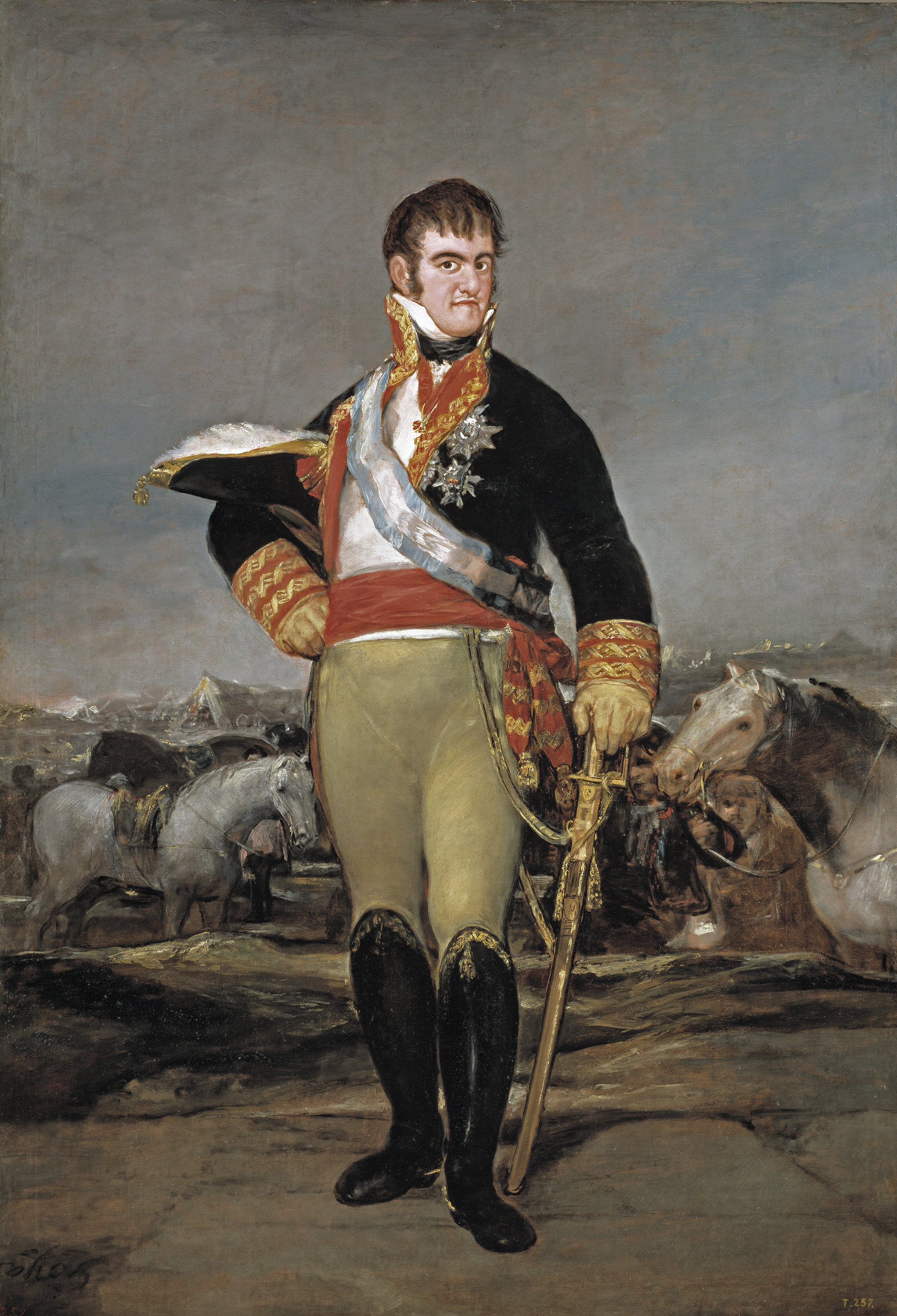
斐迪南七世

經過上述一系列的改革，西班牙的經濟略有起色，元氣也有所恢復，此時美國爆發獨立戰爭，西班牙再次與法國聯手支持美國獨立，並從英國手上取回七年戰爭所失的領地，包括佛羅里達。不過，美國獨立戰爭的成功，間接導致了西班牙鄰國的法國大革命，而此次革命的後果，令幾代西王改革的成果付之一炬。
卡洛斯三世在法國大革命前七個月駕崩，其長子繼位為卡洛斯四世。卡洛斯四世放棄了其父王的改革，導致西班牙軍隊無法招架法革命軍的進攻，最終與法國求和並結盟。法西同盟卻導致西班牙遭受英國的襲擊。然而法西兩國更聯軍佔領葡萄牙，不過卡洛斯四世後來在寵臣曼紐·德·高代建議下脫離法國用以孤立英國的大陸體系，終使波旁王室失去拿破崙的信任，後來法軍逮捕了高代，卡洛斯四世退位以救高代，但拿破仑卻扣留正在訪法的斐迪南王太子，轉而安插自己的大哥約瑟夫·波拿巴取代王太子，繼為西班牙国王。

### 拿破崙戰爭
拿破崙的決定惹怒了西班牙人。他們選擇以斐迪南王太子之名起事，地方議會紛紛否認約瑟夫的合法性，教會也鼓勵人們對抗「無主於心中」（Godless）的法軍。地方議會更聯合請求英國出兵救助西班牙，而塞維利亞的地方議會更於1808年宣佈自己為西班牙最高議會，並以斐迪南王太子之名成立臨時政府。很快西班牙其他地方議會以及其海外領地議會都宣佈效忠塞維利亞議會和其臨時政府，法軍的攻勢使臨時政府暫退居加的斯，不過在英軍幫助下，西班牙人在當年取得不少勝利，惹來拿破崙於次年御駕親征，不過西班牙改用游擊戰術，令法國人頭痛不已。最終，在威靈頓公爵指揮的英軍協同下，西班牙人於1814年將法軍趕出境外。
另一方面，半島戰爭令西班牙的海外殖民地，漸漸步向獨立。由於英國宣佈海上封鎖參與大陸體系的國家和其殖民地。令西班牙海外領地議會都在效忠西班牙的王太子臨時政府的同時，宣佈脫離西班牙宣佈獨立，加入英國的外貿體系，更有甚者如布宜諾斯艾利斯和加拉加斯的地方議會更向英國派駐大使。雖然，在半島戰爭過後，不少地方議會都歸順了斐迪南七世派出的代表，一些地方的自由派領袖，如西蒙·玻利瓦尔被迫流亡外地，但最終西班牙的美洲殖民地都在這些領袖的領導下成功脫離西班牙獨立。
在戰爭期間，西班牙議會通過了以君主立憲制為基調的1812年西班牙憲法，不過斐迪南七世認為憲法過於偏向自由派，即位時拒絕承認這部憲法。斐迪南七世恢復了獨裁極權統治，西班牙的啟蒙時代結束，隨之而來的是持續接近兩個世紀的王權與民權的政爭。

## 自由主義風潮
但時移世易，雖然斐迪南七世暫時穩住自己的王位，但他保守的反自由主義的政策，導致他失去其本土國民和海外殖民的民心。而国王的惡夢在南美開始爆發。1816年，西蒙·玻利瓦尔重返南美，自委內瑞拉進攻新格林那達，揭起南美國家獨立潮的序幕。同年，阿根廷宣佈獨立。次年，何塞·德·圣马丁翻過安地斯山脈攻入智利，智利隨即宣佈獨立。
雖然仍有墨西哥、祕魯、厄瓜多爾和中美洲等地在手，斐迪南七世不甘心失去南美南部廣大的土地。1820年，斐迪南七世在加的斯宣佈召集部隊，收復南美失地。但拉斐爾·德爾列戈等將領趁國王在加的斯點兵之際發動叛變，着政府恢复1812年的憲法，結果引發加利西亚（Galicia）地區的起義，最終引發全國內戰。同年3月7日，馬德里的王宮被自由派軍隊圍堵，3月10日，斐迪南七世被迫同意恢復憲法，並任命自由派人士組成「進步派政府（Progresista）」。新政府一成立，便推行包括限制教會世俗權力的新政，包括廢止宗教裁判所和耶穌會；還重組西班牙行政區域，將全國劃為52省，並削弱地方封建和自治的權力；更變相軟禁了斐迪南七世。
面對新政府的政策，美洲西屬殖民地裡的保守派感到很擔憂，擔心自由主義浪潮的擴散。1821年墨西哥保守派士紳向西班牙政府提出另行擁立君主的請求。自由派政府允許墨西哥獨立，並於同年8月24日與墨西哥簽定科爾多瓦協定。
而在南美，聖馬丁在1820年攻入祕魯，次年被當地市民迎入祕魯首府利馬，西班牙駐祕魯的總督被迫逃入內陸，並成功組織反擊。直至1823年玻利瓦尔和安东尼奥·何塞·苏克雷率軍進入祕魯，成功與聖馬丁的部隊會師，聯軍才在胡宁战役（Battle of Junín）和阿亚库乔战役戰勝西班牙的保王派，並生擒了西班牙總督，終結了西班牙在美洲大陸的殖民統治。
以上各項新政府的政策，加上經濟低迷和在美洲大陸的損失，導致部分地區的保王黨起事，在纳瓦拉、亞拉岡和加泰隆尼亞地區的戰火猶烈。叛亂更於1823年蔓延到馬德里，但被政府所鎮壓。但西班牙的亂局和自由派政府導致歐洲列強的關切。1822年，英、法、俄、奧和普魯士五國召開維羅那會議，決議允許法國干預西班牙內戰。次年4月，法國組成一支號稱「十萬聖路易之子（Les cent mille fils de Saint Louis）」的部隊，攻入西班牙。進步派政府雖企圖號召另一次獨立戰爭，但其政策的不受歡迎，最終導致法軍勢如破竹，直取馬德里，結束了進步派政府的管治和西班牙的自由主義風潮。

## 卡洛斯黨戰爭

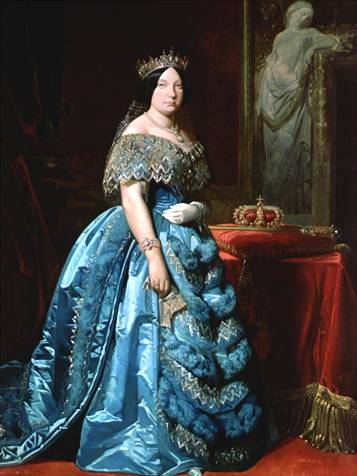
伊莎贝拉二世

1823年，進步派政府被解散，當年政變的主腦拉斐爾·德爾列戈被處以絞刑，並成為了自由派和共和派心中的烈士。斐迪南七世其後恢復了耶穌會、宗教裁判所和地方封建和自治的權力。但他卻因為英美以门罗主义之名協助新興的南美洲共和國，導致他無法逆轉西班牙永遠失卻美洲大陸殖民地的事實。另外此時西班牙政府也致力恢復經濟的發展。但斐迪南七世的繼承問題，成了國家的主要憂慮，也令西班牙步入「充滿不祥預兆的十年（Decada ominosa）」。
斐迪南七世只有兩个女兒，根據西班牙慣用的萨利克继承法原則，王位理應傳給他的弟弟唐·卡洛斯親王。但斐迪南七世擔心他弟弟的極端保守政策，會導致國家衰亡，於是他在1830年頒布《1830國事遺詔（Pragmática Sanción）》，改變了繼承順序，將他自己的女兒列入繼承序列。並在晚年向自由派示好，以圖他們對其長女，即後來的伊莎贝拉二世支持。
遺詔頒布後三年，斐迪南七世駕崩，伊莎贝拉二世繼位，玛丽亚·克里斯蒂娜王太后成為攝政，保守派和自由派的戰爭——第一次卡洛斯黨戰爭終於爆發。此時在唐·卡洛斯親王以不承認《1830國事遺詔》為由，對伊莎贝拉二世宣戰。支持他成为西班牙国王的人被称为卡洛斯黨，主要由旧贵族和天主教教会中的保守分子组成。战事延续了7年，主要戰區包括西班牙東部和北部的巴斯克、那瓦拉、加泰隆尼亞和亞拉岡地區。戰爭期间唐·卡洛斯曾于1837年进攻西班牙首都马德里。1839年卡洛斯黨的主力才被粉碎，唐·卡洛斯被迫逃亡法国。1840年7月，在西班牙作战的卡洛斯黨分子被全部消灭，伊莎贝拉二世的王位终于获得稳固。
1843年伊莎贝拉二世亲政，開啟了西班牙歷史最黑暗混亂的時期。自此到1868年女王退位，宫廷阴谋和政变革命层出不穷，25年中西班牙更换了34個宰相，形形色色的佞臣集团纷纷上台执政。女王似乎对军队和教会中的反动分子格外垂青，这就使她失卻西班牙人的民心，特別是自改革派和一切进步人士支持。最終她的政府被改革派将领胡安·普里姆在1868年發動的政變所推翻，被迫於同年9月末逃亡法国。1870年6月25日，伊莎贝拉二世在巴黎正式宣布退位，以希望其子阿方索可以继承西班牙的王冠。但是，以弗朗西斯科·塞拉诺为首的摄政团选择了意大利王子阿梅迪奥·德·萨伏依担任西班牙的君主，令波旁王室再一次失去西班牙王位。

## 第二次复辟（1874年—1931年）

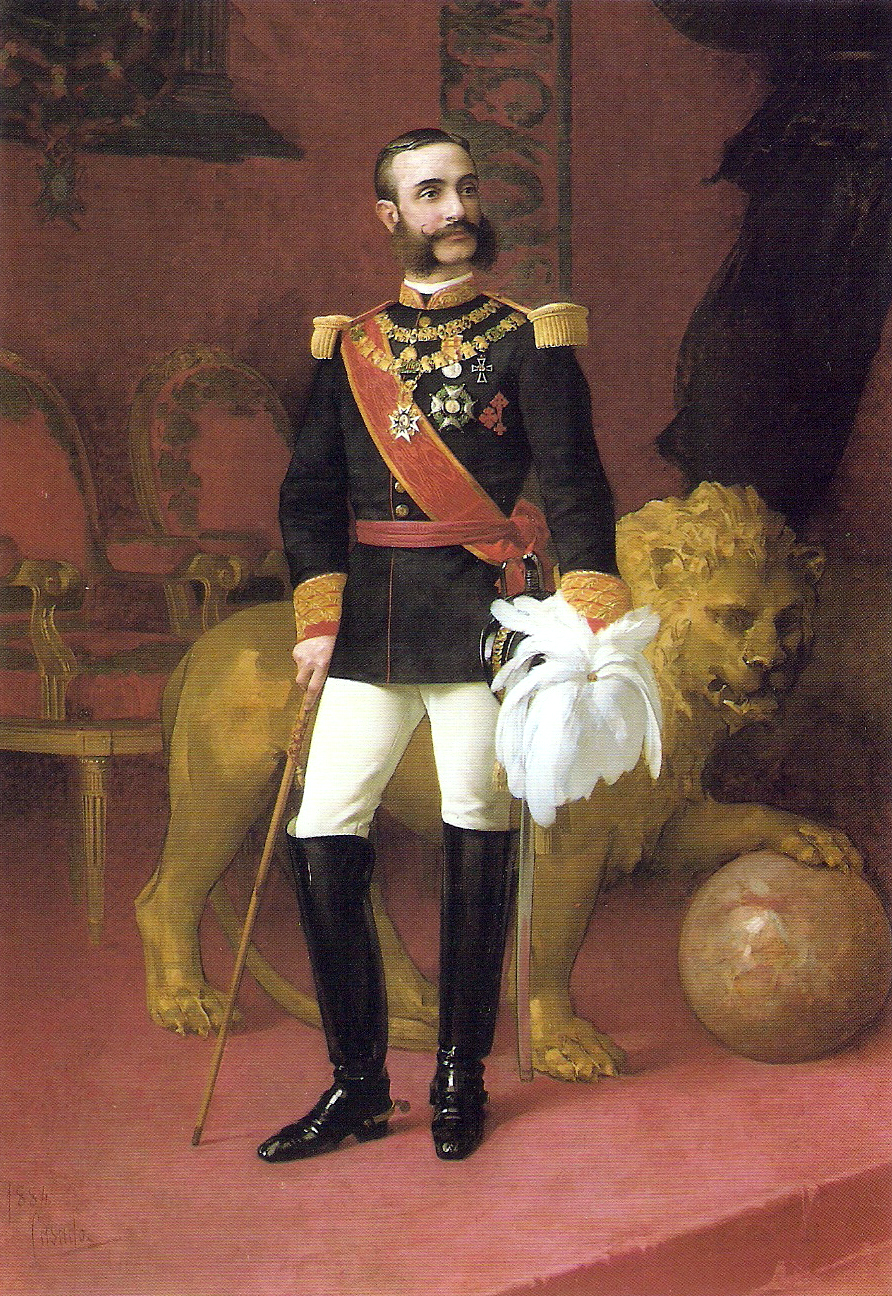
阿方索十二世

1874年12月28日，保王派将领阿塞尼奥·马丁内斯·德·坎波斯发动政变，推翻第一共和國政府，宣布伊莎貝二世之子阿方索親王为西班牙国王阿方索十二世。阿方索十二世于次年回国正式执政。其後，阿方索于1876年成功打敗了自称「卡洛斯七世」的卡洛斯系的继承人小唐·卡洛斯，結束了第二次卡洛斯党战争。同年，阿方索十二世命令议会起草新宪法，以图在西班牙政治生活中引入英国式的两党制。不幸的是1885年阿方索十二世英年早崩，留下一个遺腹子。
次年，阿方索十三世甫出生即成為西班牙國王，王太后玛丽亚·克里斯蒂娜擔任摄政。王太后維持了其先夫阿方索十二世的政策，致力恢復西班牙的經濟，但西班牙的現代化程度依然大大落後於其他歐洲國家和新兴的强权美國。因此在1898年的美西战争，西班牙被美国彻底击溃，丧失了菲律宾、關島和所有美洲领地（古巴和波多黎各）。
但王室的惡夢陸續湧來，1902年阿方索十三世親政，便要面對一系列革命运动，其中尤以在马德里和巴塞罗那发生的革命活动最为剧烈。民众打出推翻君主制的旗号。阿方索十三世在舆论压力下，任命了保守党领袖安东尼奥·毛拉组阁，在立法、教育和宗教等多方面进行了一系列自上而下的改革以避免革命。在第一次世界大战期间，阿方索十三世保持中立政策，从而使衰弱的西班牙免于战火。
但阿方索十三世在1923年9月13日做出了一個致命決定，就是委任米格尔·普里莫·德·里韦拉将军建立了军事独裁政权。此舉最終導致1931年西班牙爆发了革命，共和派控制了马德里并建立了第二共和國。阿方索十三世被迫退位后流亡海外，他於1941年2月28日在罗马逝世。

## 第三次复辟（1975年开始）
但西班牙第二共和國的壽命也不長。1936年弗朗西斯科·佛朗哥發動西班牙内战，並於1939年取得勝利，建立獨裁政權。1947年，佛朗哥恢復君主制，但把王位懸空，以「西班牙國家元首兼武裝部隊最高統帥（Jefe del Estado y Generalísimo de los Ejércitos Españoles）」自稱，兼任政府首相，不過卻在自己的頭銜前加入「蒙上帝恩典（Por la Gracia de Dios）」的君主頭銜慣用開啟語。
1969年，佛朗哥出人意料地授與阿方索十三世的孫子唐·胡安·卡洛斯王子「西班牙王子」的頭銜，正式以卡洛斯為繼承人。1973年，佛朗哥將首相之位讓與海軍上將路易斯·布兰科，布蘭科將繼承佛朗哥之位的傳聞一時甚囂塵上。但同年12月，布蘭科卻遭巴斯克分離組織埃塔所暗殺，令胡安·卡洛斯王子成為佛朗哥繼承人。1973年佛朗哥病重後，卡洛斯受命監國，令人們對此說法深信不疑。

西班牙波旁王朝現在的王徽

1975年10月30日，佛朗哥將西班牙軍政大權交與唐·胡安·卡洛斯全權處理。11月20日，佛朗哥病逝，西班牙國會公告唐·胡安·卡洛斯王子成為西班牙國王，是為胡安·卡洛斯一世，11月27日，胡安·卡洛斯一世舉行了受膏登基的儀式，成為實際上的西班牙國王。但當時他的父親巴塞隆納伯爵胡安親王一直是合法的王位繼承人。1977年5月14日，巴塞隆納伯爵正式放棄王位繼承權，讓與長子胡安·卡洛斯一世。自此胡安·卡洛斯成為名副其實的西班牙國王。1993年巴塞隆納伯爵去世，獲追封胡安三世。
胡安·卡洛斯一世繼位後並沒有依照自己對佛朗哥的承諾，繼續維持獨裁政權，而是還權於民眾，成為君主立憲制度下的虛位元首。他於1976年任命阿道弗·苏亚雷斯為首相推動民主改革，並於1977年舉行了西班牙戰後全國第一次全面普選。1981年胡安·卡洛斯國王親自出面，成功和平鎮壓一場反民主的軍事政變，也因其成功應對，國王的支持率一直保持着非常高的水准。1982年，西班牙的溫和左派工人社會黨取得執政權，組建46年來首個左翼政府。

## 王朝現況
根據1978年西班牙憲法，西班牙王位將由胡安·卡洛斯一世陛下的後代所繼承。胡安·卡洛斯一世國王和索菲亞王后所生的長子菲利普王子于2014年6月19日正式登基加冕为菲利普六世。菲利普的長女蕾奧諾公主成為西班牙王位繼承人。

## 分支概況

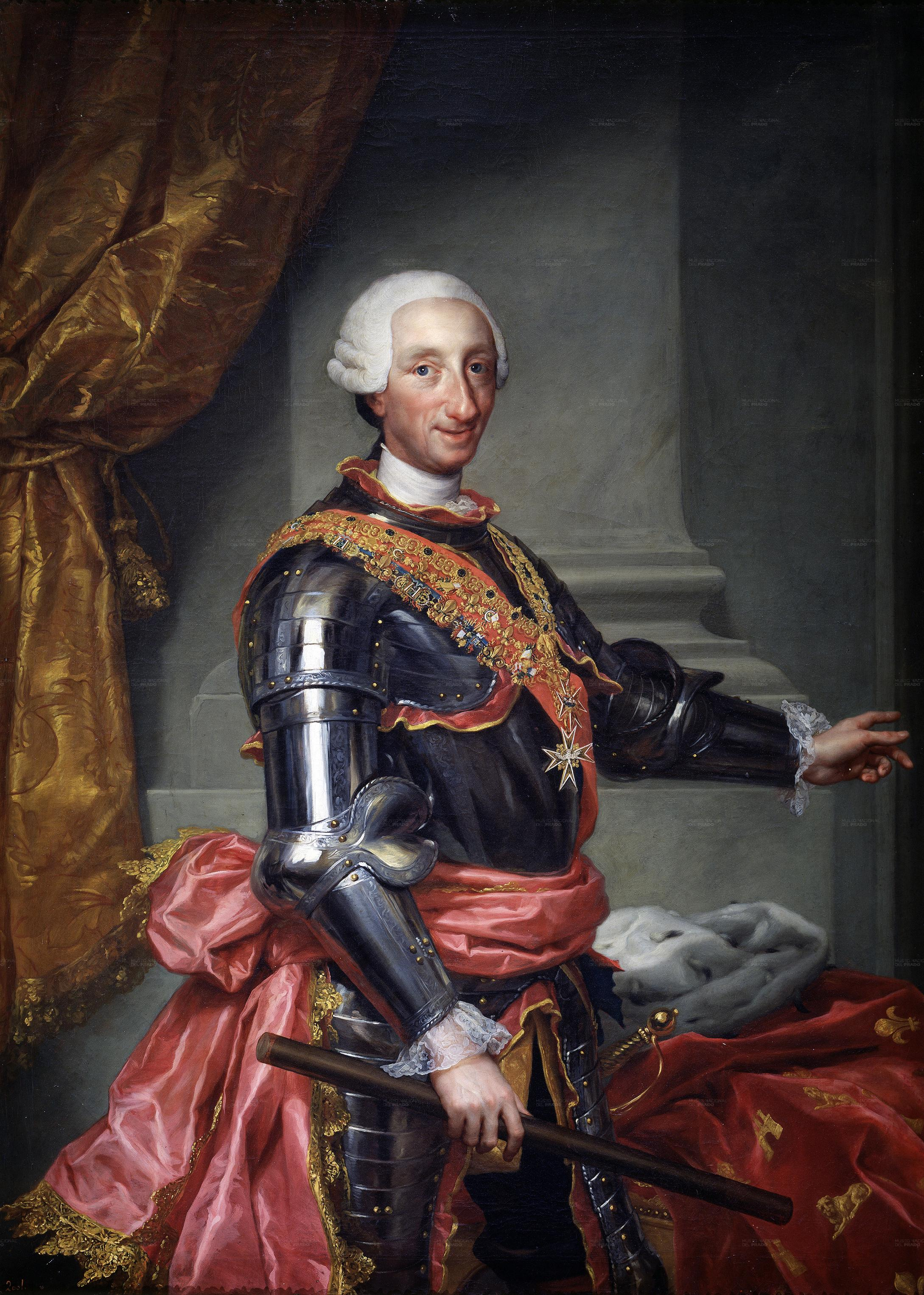
西班牙王卡洛斯三世、帕尔马公爵卡洛斯一世、拿坡里国王卡洛七世及西西里国王卡洛四世

### 帕爾瑪公國
1731年，帕爾瑪公爵安東尼奧·法爾內塞無嗣而亡，公爵之位因此改傳與安東尼奧的侄女，西班牙王后伊莉莎白一系。伊莉莎白長子，15岁的唐·卡洛斯親王因为母系血缘得到帕尔马公国作为自己的封地。1738年帕爾瑪公國在《维也纳条约》中作為西班牙換取西西里和拿坡里的條件。但很快西班牙於1748年《第二亞琛和約》重奪帕爾瑪公國，並授與卡洛斯三世的弟弟唐·菲利浦王子。雖然，在拿破崙戰爭期間，爵位被轉授他人，但在1748年菲利浦王子的曾孫卡洛二世成功復辟。公國此後傳至卡洛二世的孫子羅贝托一世在位時的1859年為薩丁尼亞王國所吞併。

### 拿坡里和西西里兩個王國
1734年時的帕爾瑪公爵，即日後的西班牙王卡洛斯三世，趁哈布斯堡王室深陷波兰王位继承战争泥潭而无暇南顾之際，从奥地利夺取那不勒斯和西西里，並兼任两国君主。其王位在1748年的《维也纳条约》獲得確認。1759年，卡洛斯繼承西班牙王位，將拿坡里和西西里的王位讓於次子费迪南多，但费尔南多終抵不住法國大革命和拿破崙戰爭的南侵浪潮，因而於1799年和1806年兩次失去那不勒斯的王位，而僥倖保住西西里的王位。

### 兩西西里王國
1815年，拿破崙慘遭滑鐵盧，作為那不勒斯國王的拿破崙的內弟若阿尚·缪拉被迫退位。費爾南多重掌那不勒斯，並於次年統整兩個王國為兩西西里王國，称兩西西里國王斐迪南多一世。但很快義大利統一的浪潮推翻了兩西西里王國。在斐迪南多一世的曾孫弗朗切斯科二世在位的1860年，兩西西里王國為薩丁尼亞王國所吞併。

### 盧森堡大公國

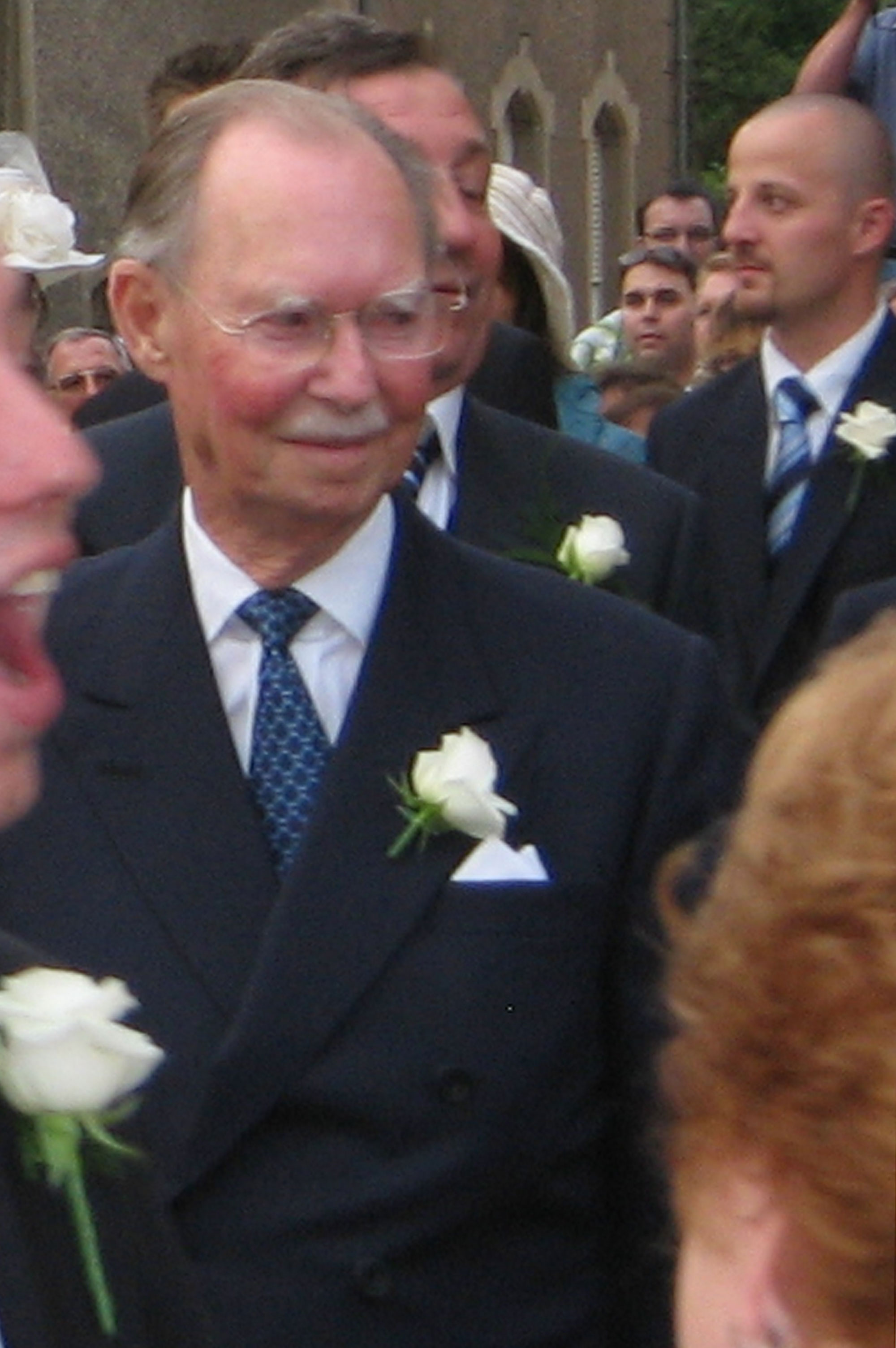
尚
卢森堡大公

1919年11月6日，末代帕爾馬公爵罗贝托一世的小兒子菲利克斯和盧森堡女大公夏洛特結婚。他的姓氏——波旁-帕爾瑪（Bourbon-Parma）也因此帶入盧森堡王室。1964年，夏洛特女大公讓位與兒子尚，令讓成為首位來自波旁家族的盧森堡大公，也是歷史上第二位出自波旁家族的盧森堡元首 （第一位就是他的遠祖菲利普五世，因為盧森堡曾是西班牙國王的領地之一），但王室和王朝的名號依然保持為拿騷-魏爾堡（Nassau-Weilburg）。